# 幸福，近在咫尺
《幸福，近在咫尺》（英語：Love Is In The Air），2018年中国偶像剧，为陈意涵首部执导的电视剧。由陈意涵、王子奇、高圣远、张柏嘉、雷瑟琳、裴立言领衔主演，腾讯视频于2018年1月18日首播。

## 播出时间
| 频道     | 所在地   | 播映日期      | 播出时间 | 备注 |
| -------- | -------- | ------------- | -------- | ---- |
| 腾讯视频 | 中国大陆 | 2018年1月18日 |          |      |

## 演员列表

### 主要演员
| 演員                    | 角色   | 介紹 |
| 陈意涵 （童年：吳若瑄） | 蒋一依 | 文艺女青年，在经历了一段情感伤害后一直处于浑浑噩噩的生活状态。方牧野的出现终于为她的生活带来了新的转机，她的生活与事业都重新找到了目标，并在与方牧野的朝夕相处中渐渐喜欢上了方牧野。 |
| 王子奇                  | 方牧野 | 牧星三劍客之一。“实习守护者”。方牧野是桃源村民后裔，即拥有神秘力量的守护一族。守護蔣一依是他終其一生的目標與使命，並在與蔣一依的朝夕相處中，漸漸喜歡上了蔣一依。                     |
| 高圣远                  | 楚天棋 | 蒋一依的前男友，霸道总裁，散发精英荷尔蒙，是一个事业成功型男。 |
| 張柏嘉                  | 安吉   | 蒋一依的同事。時常將蔣一依視為競爭對手。喜歡楚天棋。 |
| 裴立言                  | 孟思琢 | 牧星三劍客之一。牧星健身房的老闆，陳苗苗叫他綽號「孟死豬」。喜歡陳苗苗。 |
| 夏若妍                  | 陳苗苗 | 牧星三剑客之一。從唸書時就一直喜歡方牧野。 |

### 其他演员
| 演員   | 角色       | 介紹                                                                                   |
| 楊祐寧 | 祐祐       | 是個羽毛球冠軍選手，另外一個身分，也是方牧野的師哥，同樣也是即拥有神秘力量的守护一族。 |
| 林美秀 | 拉麵店老闆 | 拉麵店老闆                                                                             |
| 高英軒 | 石亮       | 前著名羽毛球國家選手。                                                                 |
| 葛璦   | 丹丹       | 石亮女兒。                                                                             |
| 駱炫銘 | 小方牧野   | 小時候的方牧野，通常出現於懷念起與奶奶的美好時光。                                     |
| 薛凱琪 | Gigi       | 蔣一依閨蜜兼前室友。                                                                   |
| 岱毅   | 君君       | 蔣一依懶人創意公司的同事，八卦吵雜。                                                   |
| 韓亞諾 | 小梁       | 蔣一依懶人創意公司的同事，八卦吵雜。                                                   |
| 百白   | 白白       | 蔣一依懶人創意公司的同事，八卦吵雜。                                                   |
| 吳懿淨 | 櫃台妹     | 蔣一依同事，是懶人創意的櫃台妹。                                                       |
| 謝盈萱 | 薇總       | 蔣一依的上司，是懶人創意的老闆。                                                       |
| 徐永革 | 陳彼德     |                                                                                        |
| 候桐江 | 胡大爺     |                                                                                        |
| 霄宇   | 彭濤       |                                                                                        |
| 陳柏霖 | 糖果店老闆 | 愛神邱比特。(特別客串)                                                                 |
| 張鈞甯 | 護士       | 守護者。(特別客串)                                                                     |
| 任言愷 | 相親男     | 苗苗在相親的時候遇到的人。(特別客串)                                                   |

## 电视原声带
| 曲序 | 曲目                 |             | 作曲   | 演唱           |
| ---- | -------------------- | ----------- | ------ | -------------- |
| 1.   | 另一个结局（片尾曲） | 陳意涵      | 孙盛希 | 孙盛希         |
| 2.   | 友情客串（插曲）     | 程席榆      | 金大洲 | 王子奇         |
| 3.   | 寻找心动（插曲）     | Nicki Cheng | 林綾   | 林绫           |
| 4.   | 也许我爱你（插曲）   | 程席榆      | 崔博   | 陈意涵、王子奇 |
| 5.   | 禾必（插曲）         | 陳零九      | 陳零九 | 陳零九         |
| 6.   | 還剩下多久（插曲）   | 林岳潼      | 金大洲 | 王子奇         |